# Selonnet
Selonnet est une commune française, située dans le département des Alpes-de-Haute-Provence en région Provence-Alpes-Côte d'Azur.
Le nom de ses habitants est Selonnois.

## Géographie

### Localisation
Le village est situé à 5 km de Seyne et 8 km de Saint-Martin-lès-Seyne, à une altitude de 1 062 m,.

### Voies de communications et transports

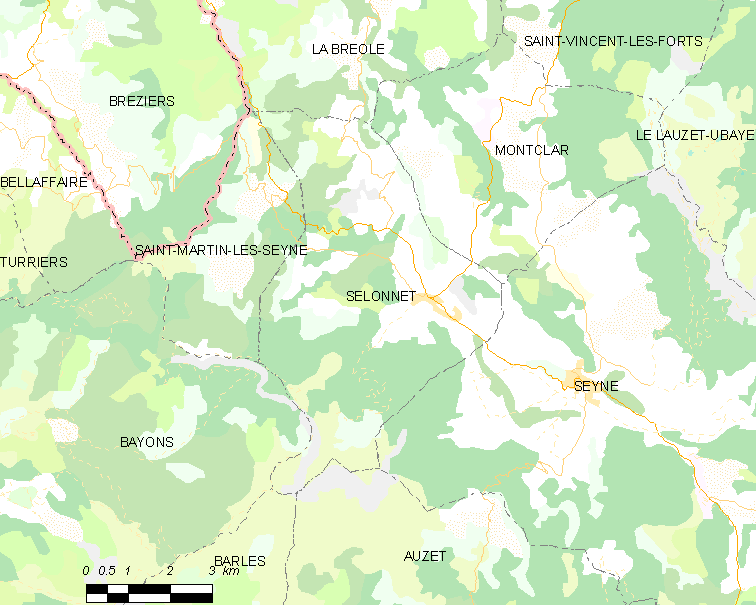
Selonnet et les communes voisines (Cliquez sur la carte pour accéder à une grande carte avec la légende).

#### Voies routières
D 900 depuis Seyne-les-Alpes.

#### Transports en commun
- Transport en Provence-Alpes-Côte d'Azur

Ligne du réseau SE1 Selonnet > Seyne-les-Alpes.

### Géologie
Lors des deux dernières grandes glaciations, la glaciation de Riss et la glaciation de Würm, la commune est presque entièrement recouverte par le glacier de la Durance. La Tête Grosse à l’ouest dépasse des glaces, et le glacier de Würm est moins épais.

### Reliefs
Sommet :
- Tête Grosse (2 032 m)

### Hydrographie et les eaux souterraines
Les gorges de la Blanche, au nord de Selonnet, forment un étroit défilé par lequel la rivière de la Blanche (appelé aussi à cet endroit « le Rabious », c’est-à-dire l’Enragé) va rejoindre la Durance.
Cours d'eau sur la commune ou à son aval :
- La commune est traversée par les torrents la Blanche, de valette, sasse.
- ravins de chabanon, des clapes,
- ruisseau des sagnières.

Selonnet dispose d'une station d'épuration d'une capacité de 2 000 équivalent-habitants.

### Environnement
La commune compte 1 304 ha de bois et forêts.

### Risques naturels et technologiques
Aucune des 200 communes du département n'est en zone de risque sismique nul. Le canton de Seyne auquel appartient Selonnet est en zone 1b (sismicité faible) selon la classification déterministe de 1991, basée sur les séismes historiques
, et en zone 4 (risque moyen) selon la classification probabiliste EC8 de 2011. La commune de Selonnet est également exposée à quatre autres risques naturels :
- avalanche ;
- feu de forêt ;
- inondation ;
- mouvement de terrain.

La commune de Selonnet est de plus exposée à un risque d’origine technologique, celui de transport de matières dangereuses par route. La départementale RD 900 (ancienne route nationale 100) peut être empruntée par les transports routiers de marchandises dangereuses.
Aucun plan de prévention des risques naturels prévisibles (PPR) n’existe pour la commune et le Dicrim n’existe pas.
La commune a été l’objet d’un arrêté de catastrophe naturelle pour des inondations et des coulées de boue en 2009. Dans la liste qui suit, figurent les tremblements de terre fortement ressentis dans la commune. Ils dépassent une intensité macro-sismique ressentie de V sur l’échelle MSK (dormeurs réveillés, chutes d’objets). Les intensités indiquées sont celles ressenties dans la commune, l’intensité peut être plus forte à l’épicentre :
- le séisme du 19 septembre 1933, d’une intensité ressentie à Selonnet de V et demi et dont l’épicentre était situé au Lauzet[15],
- le séisme du 20 mars 1949, avec une intensité ressentie de V et un épicentre également situé au Lauzet[16],
- le séisme du 19 juin 1972, avec une intensité ressentie de V et un épicentre situé à La Bréole[17].
- le séisme du 20 mars 1983, avec une intensité ressentie de V et un épicentre situé à Seyne[18],

### Toponymie
Le nom du village, tel qu’il apparaît la première fois en 1222 (de Salon), fait l’objet de différentes interprétations :
- selon Charles Rostaing, le nom se forme comme celui de Salon sur la base oronymique préceltique (caractérisant le relief) *sal-, avec un diminutif pour différencier les deux localités[19],[20] ;
- selon Ernest Nègre, le nom est dérivé du nom propre germanique Sallo[21].

### Climat
Pour des articles plus généraux, voir Climat de Provence-Alpes-Côte d'Azur et Climat des Alpes-de-Haute-Provence.
En 2010, le climat de la commune est de type climat des marges montargnardes, selon une étude du Centre national de la recherche scientifique s'appuyant sur une série de données couvrant la période 1971-2000. En 2020, Météo-France publie une typologie des climats de la France métropolitaine dans laquelle la commune est exposée à un climat de montagne ou de marges de montagne et est dans la région climatique Alpes du sud, caractérisée par une pluviométrie annuelle de 850 à 1 000 mm, minimale en été.
Pour la période 1971-2000, la température annuelle moyenne est de 8,6 °C, avec une amplitude thermique annuelle de 17 °C. Le cumul annuel moyen de précipitations est de 823 mm, avec 6,7 jours de précipitations en janvier et 5,9 jours en juillet. Pour la période 1991-2020, la température moyenne annuelle observée sur la station météorologique de Météo-France la plus proche, « Montclar_sapc », sur la commune de Montclar à 4 km à vol d'oiseau, est de 9,3 °C et le cumul annuel moyen de précipitations est de 889,7 mm. 
La température maximale relevée sur cette station est de 36 °C, atteinte le 23 août 2023 ; la température minimale est de −19,2 °C, atteinte le 5 février 2012,,.
Les paramètres climatiques de la commune ont été estimés pour le milieu du siècle (2041-2070) selon différents scénarios d'émission de gaz à effet de serre à partir des nouvelles projections climatiques de référence DRIAS-2020. Ils sont consultables sur un site dédié publié par Météo-France en novembre 2022.

## Urbanisme

### Typologie
Au 1er janvier 2024, Selonnet est catégorisée commune rurale à habitat très dispersé, selon la nouvelle grille communale de densité à 7 niveaux définie par l'Insee en 2022.
Elle est située hors unité urbaine et hors attraction des villes,.

### Occupation des sols
L'occupation des sols de la commune, telle qu'elle ressort de la base de données européenne d’occupation biophysique des sols Corine Land Cover (CLC), est marquée par l'importance des forêts et milieux semi-naturels (68 % en 2018), une proportion sensiblement équivalente à celle de 1990 (68,6 %). La répartition détaillée en 2018 est la suivante :
forêts (41 %), zones agricoles hétérogènes (24,4 %), milieux à végétation arbustive et/ou herbacée (14,1 %), espaces ouverts, sans ou avec peu de végétation (12,9 %), prairies (6,6 %), zones urbanisées (1 %).
L'évolution de l’occupation des sols de la commune et de ses infrastructures peut être observée sur les différentes représentations cartographiques du territoire : la carte de Cassini (XVIIIe siècle), la carte d'état-major (1820-1866) et les cartes ou photos aériennes de l'IGN pour la période actuelle (1950 à aujourd'hui).

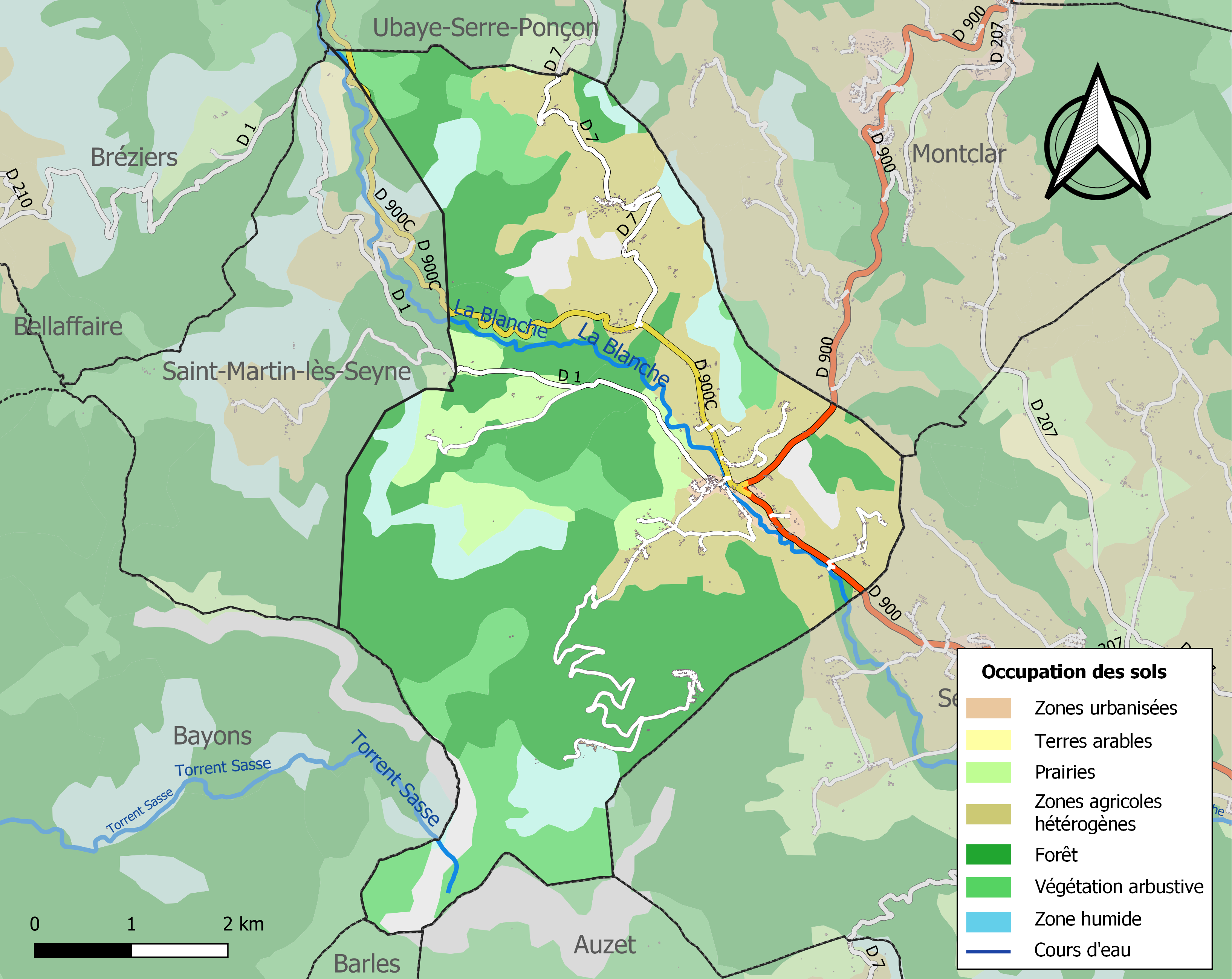
Carte de l'occupation des sols de la commune en 2018 (CLC).

## Économie

### Agriculture
- Culture et élevage associés.

### Activités tertiaires
- Le bistrot Les Drailles[34], qui porte le label Bistrot de pays[35],[36], adhère à une charte dont le but est de « contribuer à la conservation et à l’animation du tissu économique et social en milieu rural par le maintien d’un lieu de vie du village ».
- La commune exploite la station de ski de Chabanon[37] qui surplombe le village : elle compte 11 remontées mécaniques (10 téléskis et 1 télésiège) et 30 pistes (8 vertes, 7 bleues, 11 rouges, 4 noires) pour un total de 40 km de pistes de ski alpin et de 25 km pour le ski de fond.

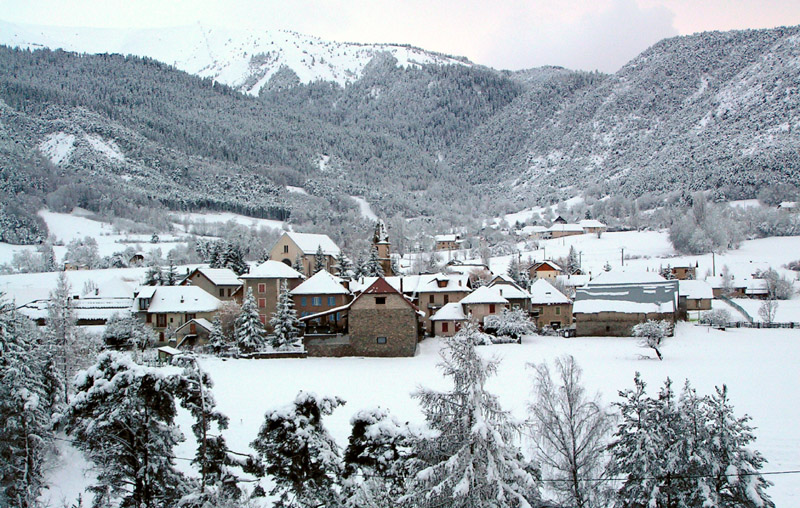
Le village de Selonnet en hiver

## Histoire

### Moyen Âge
L’abbaye de l’Île-Barbe détenait le prieuré Saint-Domitien à Selonnet, et possédait en plus le château. L'Abbaye, située sur une île de la Saône près de Lyon appartenait à l'ordre des bénédictins. Les moines construisirent un prieuré qui se situait dans l'actuelle Grande Rue, près de la plus haute maison dite des Romacks, qui cite une histoire inédite de Selonnet, rédigée entre 1897 et 1905 par l'Abbé Laurent, curé du lieu). L'abbaye céda une partie de ses droits au chapitre de la cathédrale Saint-Jean de Lyon  L’abbaye de Boscodon possédait le prieuré Sainte-Madeleine. L'ordre des Hospitalier de Saint-Jean possédait les terres du hameau de Villaudemard. Le comte de Provence Raymond IV Bérenger accorde une administration consulaire à la communauté en 1228 et place les biens de l’abbaye sous sa protection : la communauté de Selonnet bénéficie ainsi d’une protection supplémentaire. Les abbés de l’abbaye de l'Ile-Barbe étaient coseigneurs de Selonnet. Ont également été seigneurs du fief de Selonnet les Jarente (XIVe – XVe siècles), les Bonne de Lesdiguières aux XVIe siècle, et les Ripert-Moclar au XVIIIe siècle. La communauté relevait de la baillie de Seyne. Selonnet est érigée en commune au XIIIe siècle et obtient d'être dirigée par des consuls élus en 1228 . La commune désignait alors quatre consuls qui dirigent les affaires communales et rendent lea justice (idem, p 12). Ils portent dans l'exercice d eleurs fonctions un "chaperon"sur l'épaule, c'est-à-dire une épitoge (idem p 12) comme en portent les juristes, préfiguration de l'écharpe portée aujourd'hui.
Sur le plan religieux, Selonnet relevait jusqu'à la Révolution du diocèse d'Embrun, sis en Dauphiné (aujourd'hui: Hautes-Alpes). La commune fut ensuite rattachée au diocèse de Digne.

### XVIe–XVIIIesiècles
La Réforme connaît un certain succès à Selonnet, et une partie des habitants se convertissent. Malgré les guerres de religion, une communauté protestante se maintient au XVIIe siècle, bien que l’édit de Nantes (1598) ne lui ait pas accordé de temple. Mais l’abolition de l’édit de Nantes (1688) lui fut fatal, et elle disparut, ses membres émigrant ou étant convertis de force.
Au milieu du XVIIIe siècle, le village de Villaudemar est doté d’une paroisse.De 1750 à la fin du XIXe siècle, il exista à Selonnet une Confrérie des Pénitents blancs, placée sous la protection du Saint-Sacrement, autorisée par le prince-Evêque d'Embrun. Elle était notamment chargée de l'enterrement des morts et de la célbration des offices les plus solennels. Elle comprenait divers grades: recteur, chantres, infirmiers, porteurs de cloches, coupeurs de pain...L'autorisation de création de la Confrérie fut subordonnée à l'engagement des confrères d'éviter les repas trop copieux et les beuveries, seul le repas suivant l'élection du recteur étant admis.
Le village de Selonnet a subi un incendie en 1785. A la fin du XVIIIe siècle, la paroisse comprend environ 500 habitants.

### Révolution française
Au début de la Révolution française, la nouvelle de la prise de la Bastille est accueillie favorablement, mais provoque un phénomène de peur collective d’une réaction aristocratique. Localement, la Grande Peur, venant de Tallard et appartenant au courant de la « peur du Mâconnais », atteint Seyne dans la nuit du 31 juillet 1789. Les consuls de Seyne préviennent ensuite les communautés de la viguerie, dont Selonnet, qu’une troupe de 5 à 6 000 brigands se dirige vers la Haute-Provence après avoir pillé le Dauphiné. Le 1er août, les habitants de Selonnet se réfugient derrière les murs de la place forte de Seyne avec leurs meubles et leur bétail, et les hommes y reçoivent des armes tirées de l’arsenal de la citadelle.
Dès le 2 août, l’affolement retombe, les faits-divers à l’origine des rumeurs étant éclaircis. Mais un changement important a eu lieu : les communautés se sont armées, organisées pour se défendre et défendre leurs voisins. Un sentiment de solidarité est né à l’intérieur des communautés et entre communautés voisines, et les consuls décident de maintenir les gardes nationales. Aussitôt la peur retombée, les autorités recommandent toutefois de désarmer les ouvriers et les paysans sans terre, pour ne conserver que les propriétaires dans les gardes nationales.
Les habitants de la commune créent leur société patriotique après la fin de 1792.

### Époque contemporaine

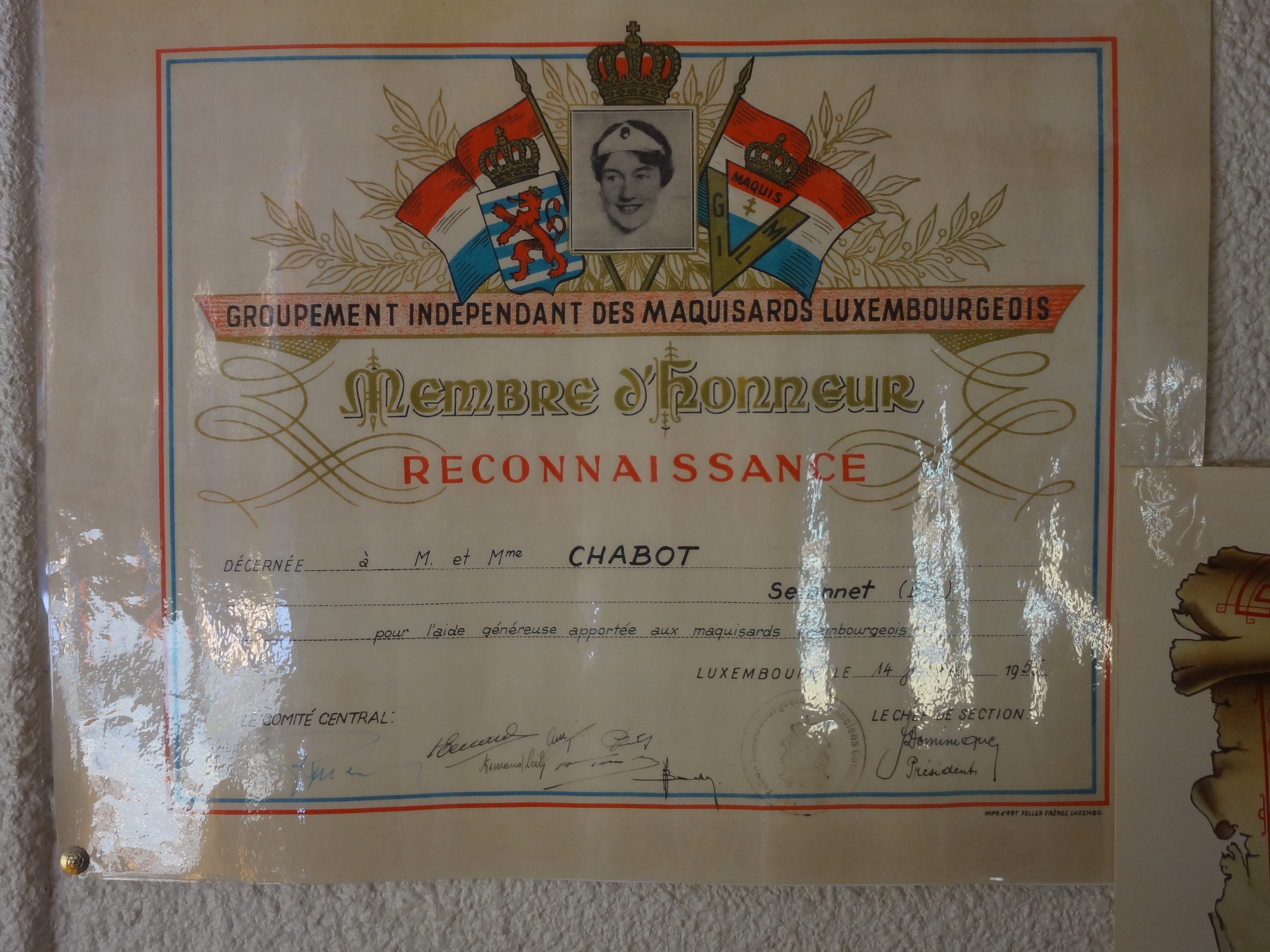
Diplôme d’honneur remis à une habitante ayant soutenu les maquisards luxembourgeois pendant la Seconde Guerre mondiale.

Selonnet ne parait pas avoir participé au soulèvement contre le coup d’État de Louis-Napoléon Bonaparte le 2 décembre 1851, sans doute parce que la vallée de la Blanche était très isolée du reste du département et ne fut avertie que tardivement des évènements. De plus, Seyne avait une importante garnison au fort. Néanmoins, quelques habitants ont été poursuivis pour leur opposition au coup d’État. En particulier, Jean-Joseph Astoin, né en 1796 à Selonnet, propriétaire terrien et ancien notaire, ancien sous-préfet républicain de Barcelonnette en 1848, directeur d'un journal d'opposition, fut arrêté le 17 janvier 1852 pour avoir pactisé avec les insurgés et visité les chefs des sociétés secrètes à Barrême et Castellane. Le docteur Honoré Margaillan, officier de santé originaire de la commune mais résidant à La Motte du Caire lors des évènements, fut également poursuivi.
Le nom de Margaillan était très répandu à Selonnet. Aussi, chaque famille accolait un sobriquet à son nom (Margaillan-Joselet; Margaillan-Joselon; Margaillan-La loi; Margaillan-Fortune, Margaillan-Siffleur, Margaillan-Beau-blair..).
Le réseau routier, auparavant limité à des chemins muletiers dans la vallée de la Blanche, fut développé sous Louis-Philippe et Napoléon III : en 1835, construction d'une route carrossable entre Digne et Seyne (Les communes du canton, dont Selonnet, ont participé à son financement) et de là des chemins jusqu'à Selonnet; en 1855 : tracé de la route à partir de Selonnet au travers des gorges de la Blanche par La Garde en direction de Gap; en 1864, allongement du tronçon construit en 1835 jusqu'à Coni, en Italie et passant par le territoire de Selonnet. Sous la IIIe République, plusieurs routes furent construites à proximité qui ont contribué à désenclaver la commune (route des Tourniquets).
Comme de nombreuses communes du département, Selonnet se dote d’écoles bien avant les lois Jules Ferry : en 1863, elle en possède deux, installées au chef-lieu et à Villaudemard, qui dispensent une instruction primaire aux garçons. Aucune instruction n’est donnée aux filles : la loi Falloux (1851) impose l’ouverture d’une école de filles aux communes de plus de 800 habitants, mais Selonnet n’est pas concernée par cette loi. La première loi Duruy (1867), qui abaisse ce seuil à 500 habitants, concerne elle Selonnet, mais la commune n’applique pas la loi. Si la commune profite des subventions de la deuxième loi Duruy (1877) pour construire une école neuve au chef-lieu, ce n’est qu’avec les lois Ferry que les filles de Selonnet sont régulièrement scolarisées. L'école ayant brulé lors de l'incendie de 1886 fut reconstruite dans le bâtiment abritant également la mairie.
En effet, le 18 août 1886, le village de Selonnet fut à nouveau la proie des flammes. Le sinistre éclata au milieu du village, semble-t-il parce que des étincelles parties de brandons mal éteints dans une cheminée ont mis le feu à de la paille. Les maisons étaient couvertes de chaumes et serrées les unes contre les autres, de sorte les flammes se sont rapidement propagées et que le village est devenu un brasier. Les secours intervinrent tardivement car la population était presque toute occupée à moissonner aux alentours. Le village fut presque entièrement détruit, seuls l'église et quelques bâtiments furent épargnés. le maire, Arnoux Savornin, demanda des secours au département et des aides furent versées aux sinistrés. La reconstruction du village prit en compte les conditions du sinistre et les maisons furent davantage espacées avec des rues permettant la circulation pour faciliter le déplacement des secours et limiter la propagation des flammes. Les toits furent couverts de tuiles et non de chaume. Ange Alini et Joseph Frangi, qui exploitaient une briquèterie et tuilerie aux Sagnières, aux Chapeliers et à Saint-Marin , participèrent à la reconstruction de nombreux bâtiments,.
Une section (commune avec Monclart) de la Ligue des droits de l'Homme fut créée à Selonnet. Son bureau état composé de MM. Valeri Turrel, Cyprien James, M. Isnard, Antoine Lantelme, Jules James et Joseph Frangi.
L'activité industrielle était très limitée: un moulin (Joseph Chabot puis Bernard Caratti) et une scierie (Michel Margaillan) étaient exploités sur le cours de la Blanche, depuis le XIXe siècle; la tuilerie et briqueterie Alini et Frangi dont il a déjà été parlé; l'entreprise de travaux publics et de matériaux de construction de Fernand Frangi. Dans les années 1930, il existait aussi un dépôt de la société de transports Bourgogne (Chorges, Hautes-Alpes), qui assurait notamment des transports en direction de la gare de Prunières (Hautes-Alpes). Il existait aussi, dans les années 1930, un commerce en gros de laines brutes tenu par Joseph Savornin, qui s'installa ensuite à Seyne. La commune de Selonnet avait essentiellement une vocation pastorale et agricole, dans le cadre d'une agriculture vivrière et de l'élevage de chevaux, mulets et bovins. Les pommes et les pommes de terre cultivées sur le terroir de Selonnet étaient également réputées sur les marchés locaux. la production laitière était principalement envoyée vers des laiteries sur Gap, Marseille ou Nice, sans donner lieu à la fabrication de fromages commercialisés (on fabriquait seulement des fromages à usage domestique). À la fin des années 1930, une laiterie fut créée à Selonnet pour traiter la production locale mais ne prospéra pas. L'élevage des moutons était important. La foire aux bestiaux et fête des moissons se tenait le 15 août.
L'électricité fut installé au village, grâce au prolongement de la ligne venue de l'usine de la Vesaraille de Seyne, en 1925 permettant l'éclairage avec deux ampoules par maison (une pour le logis, l'autre pour l'écurie, utilisables alternativement) dans un premier temps puis généralisée et étendue aux hameaux en 1933 et 1934 à l'initiative du Syndicat intercommunal d'électrification des cantons de Seyne, Turriers et Le Lauzet.
Avec la mécanisation de l'agriculture et l'exode rural, de nombreux habitants originaires de Selonnet ont quitté le pays. La plupart sont allés dans les villes de Basse Provence, Lyon (ancienne immigration en région lyonnaise en raison des liens avec l'Abbaye de l'Ile-Barbe) ou Paris, mais nombreux sont ceux qui sont partis en Amérique, non seulement au Mexique, à l'instar de leurs voisins de Barcelonnette, mais aussi en Argentine, aux Etats-Unis, notamment au Nevada, dans la ville de Winnemucca (notamment Eugène, Antoine, Zébulon, Prosper et Jules Silve, éleveurs), Humboldt county, où vivait une importante communauté originaire de la région de Seyne,. Il y eut également des départs pour l'Algérie (notamment Auguste Margaillan, propriétaire cultivateur à Constantine, et ses sœurs, qui tenaient une pâtisserie dans cette ville). À l'occasion de la reconstruction de Selonnet après 1886 puis du développement des infrastructures routières, plusieurs familles de maçons originaires d'Italie et du Tessin se sont installées à Selonnet et y ont fait souche (voir les recensements mis en ligne sur le site des Archives départementales).La liste des habitants morts à la guerre de 1914 se trouve sur le livre d'or de Selonnet: https://www.geneanet.org/releves-collaboratifs/view/18495. A noter qu'Henri Fortuné REYNIER (1874-1918), qui figure sur le monument aux morts, n'est pas inscrit sur le Livre d'or.
La commune fut fortement touchée par la guerre de 1914 puisque 22 habitants, presque tous agriculteurs, ont été tués (voir la plaque commémorative, note 75), sans parler de ceux qui sont décédés des suites de leurs blessures.
```
Un habitant est décédé en 1940. Pendant l'Occupation, un maquis était installé dans les montagnes de Selonnet. Soutenu par le Réseau britannique Buckmaster (rattaché au Special Opération Executive ou SOE britannique), il était notamment chargé de réceptionner les parachutages alliés d'armes et de matériels lors de la préparation du débarquement de Provence car la vallée de Seyne, située à l'intérieur des terres et en haute altitude était moins surveillée que d'autres zones. Le pays n'a pas fait l'objet d'une occupation permanente mais a été périodiquement visité par des troupes italiennes, plus rarement allemandes. Plusieurs réfractaires au Service du Travail Obligatoire se sont regroupés dans la région et ont rejoint le maquis avec une action déterminante de désorganisation des arrières de l'ennemi dans les jours suivant le débarquement de Provence. Il existait aussi un maquis luxembourgeois.
```

Comme toute la vallée de la Blanche, Selonnet a été d'abord un lieu de séjours d'été, fréquenté principalement par des estivants originaires de Basse Provence et par des personnes ayant quitté le village pour aller travailler en ville. De ce fait, il existait dès la fin du XIXe siècle plusieurs hôtels au village (Hôtel de la Poste, Hôtel Ange, Pension Roche...), de nombreuses locations et quelques résidences secondaires. Le village possédait en son chef-lieu quelques commerces : épicerie-alimentation-mercerie-journaux (Esprit Silve puis Raymond Roche); une modiste et mercière (Mme Mac Farlane), plusieurs cafés (Alini, Frangi, Reynaud,Bayle Margaillan, Barles), un marchand de vin (Frangi) un bureau de tabac (Joseph Isnard, Anterre Alini, Armide Frangi puis Jean Reynaud), deux puis un maréchal ferrant fabricant de machines agricoles (Jean Reybaud, Eugène, Valeri et AndréTurrel, Frédéric Barles), un garage et poste à essence (M. Michel puis M. Savornin), une boulangerie pâtisserie (Joseph Michel puis M. Turrel), le boucher de Seyne venant deux fois par semaine,,, un cordonnier (Fortuné Reynier).
La station de ski de Chabanon est créée par la commune en 1969, à l’initiative du maire, avocat. Une société anonyme est créée, la Société d’aménagement touristique de Selonnet, pour gérer la station. La commune concède des terrains à la SATOS par bail emphytéotique et construit une route d’accès de 5 km, financée en partie par des ventes de bois communaux. Une Zone d'aménagement concerté est créée et un pompage de fond de vallée mis en place pour l’adduction d’eau (avec une dénivelée de 400 m). Le coût de l’eau, trois fois plus élevé qu’au village, est compensé par une péréquation tarifaire. C’est une station de faible altitude (remontées entre 1500 et un peu moins de 2 000 m) mais bien située à l’ubac. De petite taille, isolée et ne pouvant se coordonner avec les voisines qui sont ses plus sévères concurrentes (station de Saint-Jean-Montclar et station de Seyne-le-Grand-Puy), la station de Chabanon a souffert dans les années 1980 du manque d’enneigement. La municipalité a dû racheter un lotissement privé en 1984 (créant au passage un jardin d’enfants proche de la maternelle).
Parmi les difficultés liées à la création de la station de ski, on peut citer l’entretien des 5 km de route d’accès, qui mobilisait en 1989 la moitié du budget communal d’entretien des routes, et la première station d'épuration n’a jamais fonctionné. La commune a dû en construire deux autres.
L’hébergement est assuré dans un village vacances et des maisons familiales. Un camping de 40 places complète.
À partir des années 1980, la station a misé sur la relative préservation de l’environnement, que les travaux n’ont pas bouleversé comme dans les grandes stations de Savoie, en essayant d’attirer les adeptes du tourisme doux. Une piscine chauffée est construite, ainsi que des courts de tennis. Des sentiers balisés et cartographiés au 1/25000e sont créés à la fin des années 1980 et au début des années 1990.
Grâce à la station, l’exode rural est stoppé précocement à Selonnet, qui conserve ainsi ses classes d’âges de jeunes adultes. Une grande part des actifs sont pluriactifs.

## Politique et administration

### Municipalité
| Période                                  | Période         | Identité                   | Étiquette        | Qualité |
| ---------------------------------------- | --------------- | -------------------------- | ---------------- | --- |
|                                          |                 | Germain Arnoux Margaillan  |                  | Propriétaire cultivateur |
| 1844                                     | 1871            | Jean-Antoine Dou           |                  | Propriétaire cultivateur |
| 1871                                     | 1877            | Joseph Louis Désiré Chabot |                  | Propriétaire cultivateur |
| 1877                                     | 1881            | Jean-François Roux         |                  | Propriétaire cultivateur |
| 1881                                     | 1889            | Arnoux Etienne Savornin    | Républicain      | Propriétaire cultivateur, adjoint au maire entre 1871 et 1881 (en ôste comme maire lors de l'incendie de 1886, il organisa les secours puis la reconstruction du village) |
| 1889                                     | 1892            | Ferdinand Magnan           |                  | Propriétaire cultivateur |
| 1892                                     | 1896            | Eugène Turrel              |                  | Maréchal ferrant et fabricant de machines agricoles |
| 1896                                     | 1900            | Jean-Pierre Reybaud        |                  | forgeron et maréchal ferrant |
| 1900                                     |                 | Honoré Firmin Rougon       |                  | Ministre plénipotentiaire et Consul général de France honoraires, Officier de la Légion d'honneur                                                                         |
|                                          | 1906            | Eugène Turrel              |                  | Maréchal ferrant et fabricant de machines agricoles |
|                                          | 1914            | Honoré Firmin Rougon       |                  | Ministre plénipotentiaire et Consul général de France honoraires, Officier de la Légion d'honneur                                                                         |
| mai 1924                                 | 19 mai 1935     | Fernand Frangi             | Républicain      | Entrepreneur de travaux publics,président du Syndicat intercommunal d'électrification des cantons de Seyne, Turriers et Le Lauzet, Médaillé militaire                     |
| 19 mai 1935                              | 20 février 1938 | Paul Jean Margaillan       | Parti communiste | ouvrier agricole |
| 20 février 1938                          | ?               | Bernard Caratti            | Parti communiste | meunier |
| 1944                                     | 1947            | Paul-Jean Margaillan       | Parti communiste | ouvrier agricole |
| 1947                                     | 1951            | Louis Barles               |                  | Propriétaire cultivateur et hotelier |
| mars 1951                                | mars 1977       | Henri Cazères              |                  | vocat |
| mars 1977                                | mars 1989       | Robert du Colombier        |                  | Procureur de la République |
| mars 1989                                | mars 2001       | Pierre Turrel              | PS               | Ingénieur |
| mars 2001                                | mars 2008       | André Collomb              |                  | |
| mars 2008                                | avril 2016      | Michel Grambert,           | PCF              | Retraité |
| avril 2016                               | En cours        | Benoit Cazères             |                  | Notaire |
| Les données manquantes sont à compléter. |                 |                            |                  | |

En 2014, Michel Grambert est élu conseiller municipal de justesse, largement devancé par Benoît Cazeres, petit-fils d'Henri Cazères, qui refuse le poste de maire par manque de temps. Selon l'accord passé en 2014, Michel Grambert démissionnera en 2016. L'esprit de coopération et le sens de l'intérêt général du conseil municipal est confirmé par l'élection à l'unanimité d'un troisième adjoint issu de la liste d'opposition.

### Intercommunalité
Selonnet fait partie :
- de 2008 à 2017, de la communauté de communes du Pays de Seyne ;
- depuis le 1er janvier 2017, de la communauté d'agglomération Provence-Alpes.

### Enseignement
| Selonnet Filettino |

Établissements d'enseignements :
- Écoles maternelles à Seyne, Le Lauzet-Ubaye,
- La commune est dotée d’une école primaire[79].
- Collège à Seyne,
- Lycée à Gap.

### Santé
Professionnels et établissements de santé :
- Médecins à Seyne, Espinasses,
- Pharmacies à Seyne, Espinasses,
- Hôpitaux à Seyne, Turriers, Embrun, Gap,
- Centre hospitalier de Digne-les-Bains.

### Cultes
- Culte catholique, Paroisse Selonnet-Digne-Riez-Sisteron[81], Diocèse de Digne.

### Jumelages
- Filettino (Italie) depuis 2011[82]

## Population et société

### Démographie

#### Évolution démographique
L'évolution du nombre d'habitants est connue à travers les recensements de la population effectués dans la commune depuis 1765. Pour les communes de moins de 10 000 habitants, une enquête de recensement portant sur toute la population est réalisée tous les cinq ans, les populations de référence des années intermédiaires étant quant à elles estimées par interpolation ou extrapolation. Pour la commune, le premier recensement exhaustif entrant dans le cadre du nouveau dispositif a été réalisé en 2008.

En 2022, la commune comptait 451 habitants, en stagnation par rapport à 2016 (Alpes-de-Haute-Provence : +2,84 %, France hors Mayotte : +2,11 %).
| 1765 | 1793 | 1800 | 1806 | 1821 | 1831 | 1836 | 1841 | 1846 |
| ---- | ---- | ---- | ---- | ---- | ---- | ---- | ---- | ---- |
| 520  | 587  | 570  | 598  | 665  | 616  | 585  | 607  | 620  |

| 1851 | 1856 | 1861 | 1866 | 1872 | 1876 | 1881 | 1886 | 1891 |
| ---- | ---- | ---- | ---- | ---- | ---- | ---- | ---- | ---- |
| 627  | 549  | 550  | 527  | 510  | 504  | 473  | 482  | 460  |

| 1896 | 1901 | 1906 | 1911 | 1921 | 1926 | 1931 | 1936 | 1946 |
| ---- | ---- | ---- | ---- | ---- | ---- | ---- | ---- | ---- |
| 404  | 398  | 403  | 389  | 332  | 292  | 297  | 294  | 300  |

| 1954 | 1962 | 1968 | 1975 | 1982 | 1990 | 1999 | 2006 | 2008 |
| ---- | ---- | ---- | ---- | ---- | ---- | ---- | ---- | ---- |
| 304  | 276  | 289  | 258  | 274  | 331  | 404  | 424  | 430  |

| 2013 | 2018 | 2022 | - | - | - | - | - | - |
| ---- | ---- | ---- | - | - | - | - | - | - |
| 438  | 478  | 451  | - | - | - | - | - | - |

| 1315     | 1471    |
| -------- | ------- |
| 145 feux | 64 feux |

L’histoire démographique de Selonnet, après la saignée des XIVe et XVe siècles et le long mouvement de croissance jusqu’au début du XIXe siècle, est marquée par une période d’« étale » où la population reste relativement stable à un niveau élevé. Cette période dure toute la première moitié du siècle. L’exode rural provoque ensuite un mouvement de recul démographique de longue durée. En 1926, la commune enregistre la perte de la moitié de sa population par rapport au maximum historique de 1851. Le mouvement de baisse se poursuit jusqu’aux années 1970. Depuis, la croissance enregistrée a permis de retrouver les hauts niveaux de population d'il y a un siècle.

## Lieux et monuments

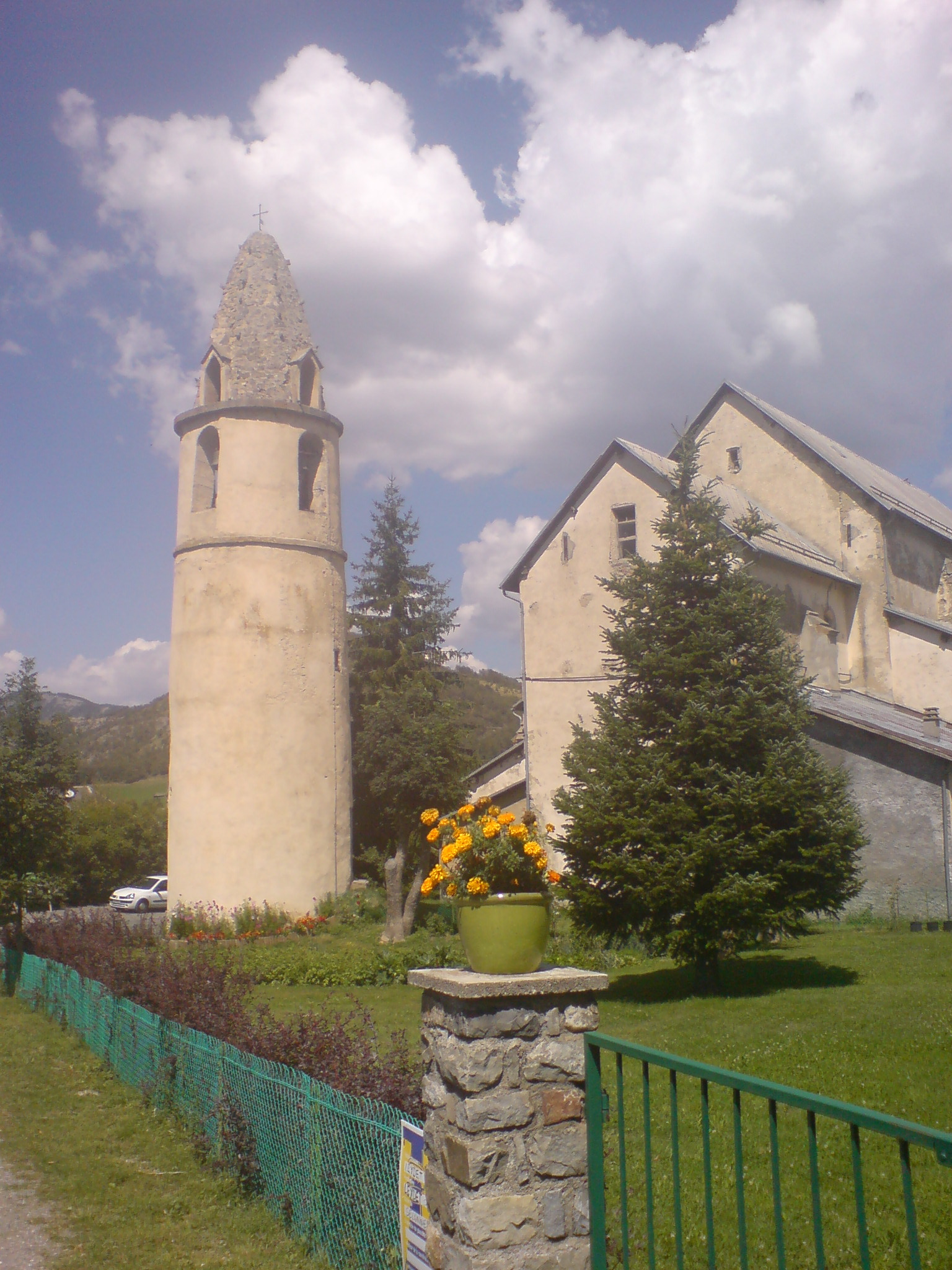
Clocher dit Tour Lesdiguières.

- L’église Notre-Dame-et-Saint-Antoine est construite au XIXe siècle sur l’emplacement d’une ancienne église, construite au XVIIe siècle puis reconstruite en 1871 pour un coût de 25 000 francs-or au milieu de l’emplacement du château avec les pierres du château de Lesdiguières, capitaine catholique des guerres de Religion. Le clocher de Selonnet ou Tour Lesdiguières est installé dans une ancienne tour du château qui aurait été conservée comme clocher détaché. Bien que la chose ne paraisse pas certaine à Raymond Collier[88], la tour, datée des XVe et XVIIe siècles[89], est un monument historique inscrit[90]. Les fresques du chœur, représentant les douze apôtres, douze autres saints et le Christ dans un camaïeu de beige, sous des arcatures ogivales, ont été restaurées en 1976-1977[91]. Ces fresques datent de 1903. Un vitrail représente l’Assomption de la Vierge[92]. Elles ont été peintes par le peintre Arnaud, lauréat de l'Académie de Turin, grâce à une souscription auprès des paroissiens[49].
- L’église[93] du XIXe siècle[94] est l’ancien prieuré de Boscodon[38].
- La chapelle Notre-Dame-des-Champs[95], vers le col des Filly, a été construite par les habitants en 1902, et restaurée en 2004[38].
- La chapelle Sainte-Thérèse-d'Avila à la Liberne daterait de 1844[96].
- Plaque commémorative à la mairie[97].
- La Grosse Pierre, à Selonnet : curiosité géologique de plus de 500 tonnes et d’une hauteur de 5 m, c’est un bloc erratique. Un circuit balisé y conduit[98].

## Évènements

### Snow trail
Initié en 2007 par l'association Athl'éthique dans le cadre de l'Endurance & Snow Week-End, le Snow Trail est une épreuve de course pédestre en nature sur neige qui attire chaque année plus de 500 participants. Inscrite dans une politique de développement durable exemplaire, la manifestation a été récompensée en 2011 du trophée interrégional Sport et nature.

### Alpinonaise
Epreuve nocturne de ski alpinisme sur les pistes éclairées de la station.

## Personnalités liées à la commune
- Guigonnet de Jarente, mort à Aix en 1402, né à Selonnet, maître rational et conseiller de la reine Marie de Blois[100].
- François de Bonne, duc de Lesdiguières (1543-1626), dernier Connétable de France nommé par Louis XIII, pair de France, lieutenant-général du Dauphine, gouverneur de Grenoble, co-seigneur de Selonnet et chef protestant durant les guerres de Religion, qui séjourna fréquemment à Selonnet[40]. Le clocher de l'église de Selonnet est l'une des anciennes tours du château de Lesdiguières.
- La famille Ripert, barons de Montclart, seigneurs de Selonnet dont Jean-Pierre François de Ripert-Monclart, procureur général au Parlement d'Aix au XVIIIe siècle, Jean-Baptiste de Ripert (mort en 1791), lieutenant-colonel au régiment de Provence et bibliophile et Jules de Monclart (mort en 1794), capitaine de cavalerie parti en émigration, qui participa à la bataille d'Alsace, guillotiné à Paris à son retour[101].
- Jean-Joseph Astoin (1796-?), propriétaire terrien et notaire puis avocat, il fut sous-préfet de Barcelonnette en 1848 et dirigea un journal de tendance républicaine et socialiste, l'Indépendant, et fut arrêté en 1852 pour son opposition au coup d’État de Napoléon III et avoir entretenu des relations avec des chefs de sociétés secrètes. Il avait rédigé des ouvrages d'agriculture, portant notamment sur l'élevage des mulets (dossier de poursuite devant le conseil de guerre). Il fut condamné à l'expulsion de France puis gracié  en 1852 et placé sous surveillance (Registre 7J67 et BB/22/134, conseil de guerre des Basses-Alpes). Son fils, Léon Astoin, né à Selonnet en 1846, fut magistrat en Algérie.
- Honoré Margaillan (1803-1882) né à Selonnet, il devint officier de santé (médecin non pourvu d'un doctorat) à La Motte du Caire et fut poursuivi pour son opposition au coup d’État de 1851 et avoir marché en armes sur Sisteron et avoir été un chef républicain : condamné à la déportation en Algérie, il fut en définitive placé en résidence surveillée (dossier, Conseil de guerre des Basses-Alpes, 722, no 17384 de demande d'indemnisation, 1881, F/15/3987). Son fils, Jules Margaillan, était médecin en Indochine.
- Arnoux-Étienne Savornin (1818-1905), né à Selonnet, propriétaire cultivateur, il fut maire adjoint (1871-1881) puis maire de Selonnet (1881-1998), il était à la tête de la commune lors du grand incendie de 1886. Après avoir organisé le secours aux sinistrés il mit en œuvre la reconstruction du village avec le percement de rues et la couverture des maisons avec des tuiles et non des chaumes, afin de limiter le risque d'un nouveau sinistre.
- Honoré Firmin Rougon (1837-1914), né à Selonnet, Consul général de France et ministre plénipotentiaire, chargé de cours de langue turque à l'école des langues orientales, maire de Selonnet (dossier de la Légion d'honneur, site Leonore).
- Eugène (1844-?) et Fortuné (1846-vers 1920) Silve, originaires du hameau de la Chaumette, ont émigré vers 1868 aux Etats-Unus. Etablis à Winnemucca (Humboldt county, Nevada), ils y créèrent d'importants élevages bovins et ovins et firent fortune. Ils ont effectués plusieurs séjours à Selonnet et à Mison. Franklin Silve (1891-1974), fils de Fortune, fut gant immobilier. Rose Nevada Silve (1893-1978), sa fille, est décédée à Digne oèu elle était rentière. Zébulon, Jean-Baptiste Silve (1871-1960), neveu de Fortuné et d'Etienne, les rejoignit sur le ranch puis exploita un théâtre à San Francisco puis d'une ferme piscicole en Californie et redevint éleveur à Valmy (Nevada). Un autre neveu, Prosper Napoleon Silve (1864-1931), fut éleveur à Winnemucca (Nevada) puis rentier à Sisteron et Mison (deux fils : Marius Fortuné Silve (1898-?), né à Winnemucca, fut officier dans la garde républicaine, chevalier de la Légion d'honneur, Croix de guerre ; Marcel Prosper Silve (1908-1987), né à Sisteron, retourna aux Etats-Unis et fut hôtelier à Saint-Louis). Peter "Pierre" Prosper Silve (1944-2005), anciden combattant de l'US Air-Force, engagé au Viet-Nam, né à Saint-Louis (Missouri), était le fils de Marcel Silve.
- André Turrel (1888-1957), instituteur puis maréchal-expert à Selonnet et commerçant à Seyne. Il fut conseiller général et conseiller d'arrondissement du canton de Seyne dans l'entre-deux-guerres, maire de Seyne (1944-1945), chevalier de la Légion d'honneur (1946). (Dictionnaire Maitron du mouvement ouvrier).
- Édouard Barles (1888-1928), né à Selonnet, il émigra aux Etats-Unis avec ses frères Fortuné (1890-1955) et Marcel (1896-1979) et s'engagea dans l'US Army. Membre du corps expéditionnaire américain en France (1917-1919), il fut ensuite affecté au Panama, où il est décédé. Son plus jeune frère, Louis Barles (1899-1983), agriculteur, fut maire de Selonnet.
- Fernand Frangi (1890-1963), né à Selonnet, président du syndicat intercommunal d'électrification des cantons de Le Lauzet, Seyne et Turriers.
- Joseph Margaillan (1891-1935), né à Selonnet, journaliste au "Républicain du Gard" puis au "Travailleurs des Alpes", auteur de poésies sur son expérience au front (La vie douloureuse, Imprimeries réunies de Lyon, 1919) et d'un journal de guerre (Les marches du calvaire, Imprimeurs réunis, Lyon, 1922), militant socialiste (Dictionnaire Maitron du Mouvement ouvrier).
- Alfred Frangi (1895-1925), né à Turriers mais ensuite domicilié à Selonnet où il exerça la profession de mécanicien automobile. Invalide militaire à 65 %, cinq fois blessé, décédé des suites de graves blessures de guerre reçues lors de la bataille de Reims, médaillé militaire et titulaire de la Croix de guerre avec palme et étoiles (voir son dossier matriculaire sur le site "Grand mémorial").
- Henri Joseph Zeller (1896-1971), né à Besançon, officier d'active lors des deux guerres mondiales, il était le commandant des FFI dans les Alpes et se rendit à plusieurs reprises dans les maquis de Selonnet et Seyne. Nommé général, il fut gouverneur militaire de Metz puis de Paris, chef de l'État-major général des armées.
- Maurice Cammaerts (1916-2006), instituteur britannique, il fut le responsable du SOE dans les Basses-Alpes et se rendit à diverses reprises dans les maquis de Seyne et Selonnet avec Henri Zeller. Après 1945, il fut directeur d'un college de formation d'instituteur en Angleterre puis professeur aux universités de Exeter et du Botswana.
- Maurice Turrel (1914-1940), né à Selonnet, diplômé de l’École vétérinaire de Lyon, auteur de La production laitière dans les Basses-Alpes, thèse de médecine vétérinaire, Lyon, 1939, sous-lieutenant vétérinaire, mort pour la France, Croix de guerre 1939-1940 (E. Dumas : "Les vétérinaires militaires morts pour la France durant la guerre 1939-1945, Bulletin de la Société Française de Médecine Vétérinaire, 2010, p. 78). Il participa à la création d'une laiterie à Selonnet un peu avant la déclaration de guerre.
- Joffrette Allini (1915-2009), née à Selonnet. Commerçante à Digne, elle fut un agent gaulliste actif avec son époux Louis Cornet (1892-1964).
- Roger Frangi (1922-1992), ingénieur de l’École centrale Paris (génie civil), né à Selonnet, ayant dirigé et coordonné la construction de divers ouvrages, dont le bâtiment du Centre Georges Pompidou à Paris, la gare de Saint-Germain-en-Laye et la centrale nucléaire de Saint-Laurent-les-eaux ainsi que la construction de la voie en T en béton destinée à l'aérotrain Bertin[102], ancien chargé d'enseignements à l'Institut Supérieur du Béton Armé. Il est notamment l'auteur de "The influence of the construction method on the design", IABSC symposium, Londres, 1981 (site Structure.net). Réfractaire au STO et membre du maquis (1943-1944).
- Fortune Jean Barles (1922-1967), né à Fort Worth (Texas) de parents originaires de Selonnet et de Monclart, fut Lieutenant-colonel dans l'US Air Force. Pilote d'essais, il participa, sur B 29 puis B 52, à la guerre du Pacifique, au pont aérien lors du blocus de Berlin (1948) et à la guerre de Corée. Il a collaboré comme ingénieur militaire sur le projet des fusées Titan.
- Claire Clarion (1923-2019), professeur de physique à l'Université d'Aix-Marseille II, docteur es sciences, née à Seyne mais ayant passé son enfance à Selonnet. Elle a fait une donation à la commune en faveur de l'école (en hommage à ses instituteurs de l'époque: Émile Michel et Ida Turrel-Frangi). Elle est, notamment, l'auteur de Mouvement oscillatoire avec viscosité d'inertie (Thèse, Marseille, 1955) et de Alban Rémusat et sa descendance (Naturalia, 2013) ainsi que d'autres travaux de généalogie.
- Gérard Rauzy (1938-2010), mathématicien, ancien élève de l’École normale supérieure d'Ulm, agrégé de mathématiques et docteur es sciences, professeur à l'Université de Marseille, spécialiste des suites algébriques, auteur de la Fractale de Rauzy, qui étudie les suites de la Substitution de Fibonnacci, dont une partie de la famille était originaire du hameau de la Chaumette (familles Reynier et Silve).

## Héraldique
| Blason de Selonnet | Blason  | D'azur à une tour d'argent surmontée d'une étoile d'or,. |
| Blason de Selonnet | Détails | Le statut officiel du blason reste à déterminer.         |